# Museum Hofmühle Dresden

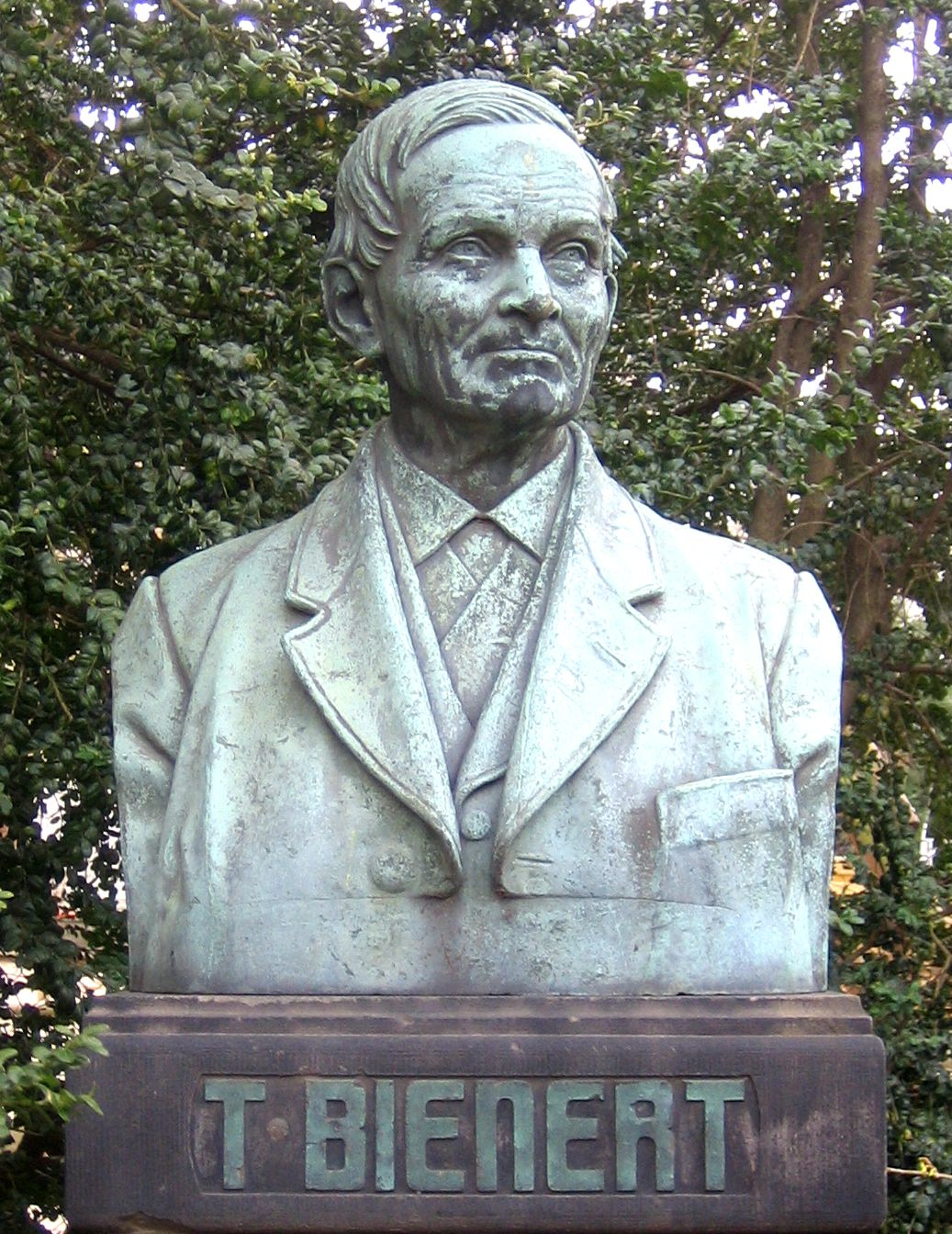
Denkmal des langjährigen Mühlenbesitzers Gottlieb Traugott Bienert in Plauen

Das Museum Hofmühle Dresden ist ein Mühlentechnik- und Heimatmuseum in der sächsischen Landeshauptstadt.

## Standort

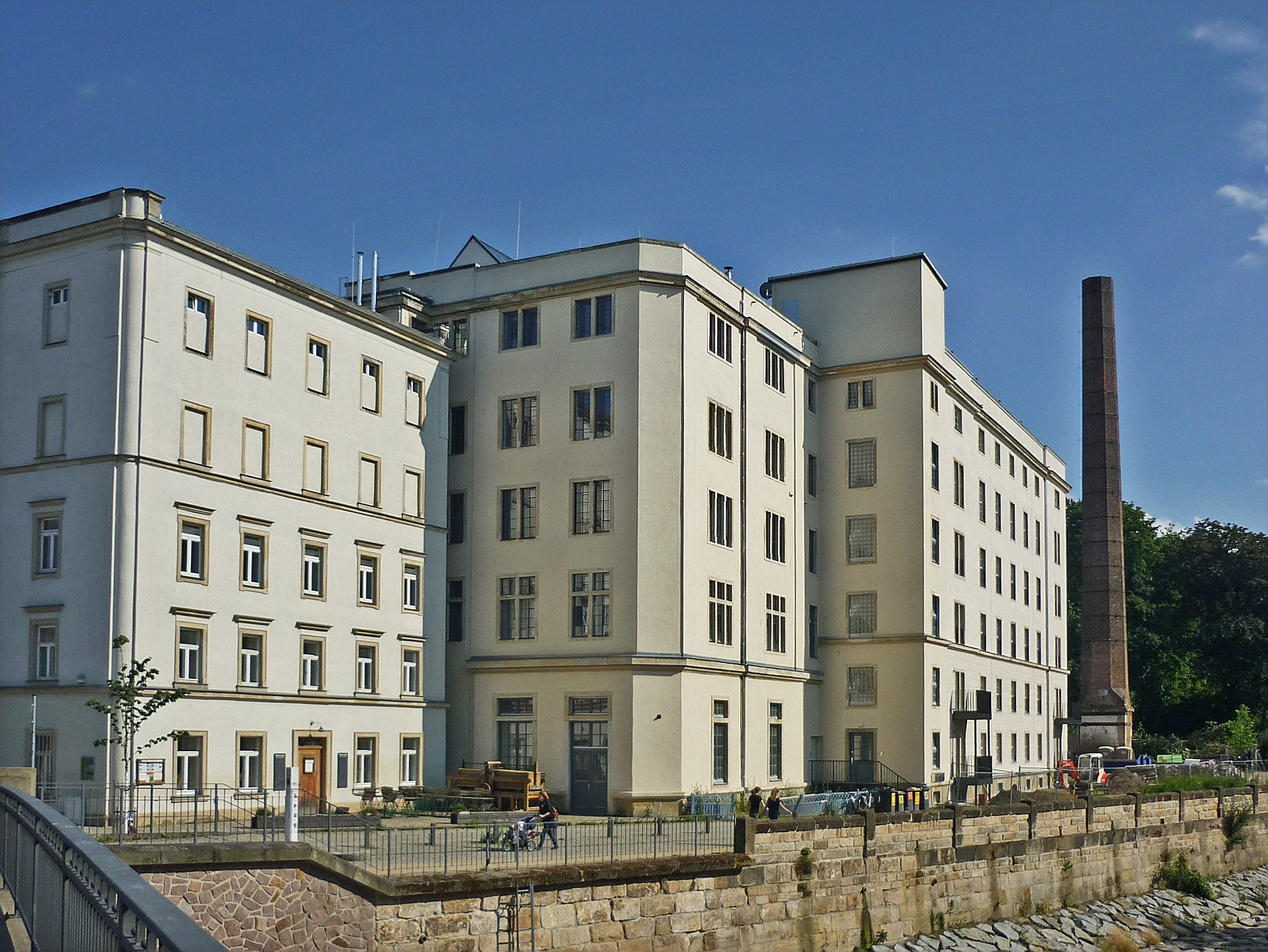
Gebäude der ehem. Bienertmühle in Dresden-Plauen

Das Museum Hofmühle Dresden ist in der zweiten bis vierten Etage des Eckgebäudes der Bienertmühle Dresden-Plauen untergebracht. Dieses befindet sich im Südwesten Dresdens an der Straßenfront des Dorfkerns „Altplauen“ im Stadtteil Plauen und liegt direkt östlich von der Stelle, an der die Weißeritz aus dem Plauenschen Grund in den Elbtalkessel eintritt. Die anschließenden Gebäude wurden zu Apartment-Wohnungen umgebaut, der denkmalgeschützte achteckige Schornstein bleibt erhalten. Mit der Gedenkstätte Münchner Platz, dem Museum zur Geschichte der Windbergbahn sowie dem Eisenbahnmuseum Bw Dresden-Altstadt befinden sich weitere Dresdner Museen in der Umgebung.

## Ausstellungen
In dem Museum sind mehrere Dauerausstellungen zu sehen, darunter das Anton-Reiche-Museum, die Gret-Palucca-Ausstellung sowie Ausstellungen zur Mühlentechnik und Plauener Ortsgeschichte. In weiteren Räumen finden regelmäßig Wechselausstellungen und Veranstaltungen statt.

### Anton-Reiche-Museum
Das nach Friedrich Anton Reiche benannte Museum ist eine der weltweit größten öffentlich gezeigten Sammlungen von historischen Schokoladenformen und künstlerisch wertvollen Blechdosen. Die Exponate stammen aus der Zeit von 1870 bis Anfang des 20. Jahrhunderts und wurden von Reiches in Wien lebender Urenkelin als Dauerleihgabe zur Verfügung gestellt. Reiches im Jahre 1870 gegründete Firma entwickelte sich in dem damaligen Nahrungs- und Genussmittelindustriezentrum Dresden zum europaweit größten Produzenten von Schokoladen- und Backformen. Ausgestellt sind unter anderem über 1.500 Schokoladenformen und mehr als 100 dekorative Blechdosen.

### „Palucca – Biografisches in Koffern“
Diese Ausstellung befasst sich mit Leben und Werk der Tänzerin und Tanzpädagogin Gret Palucca. Sie war die Ehefrau von Ida Bienerts Sohn Friedrich, dem Mühleninhaber in der dritten Bienertschen Generation. Die Ausstellung wurde 2002 konzipiert und kam als Dauerleihgabe der Palucca Schule Dresden in die Hofmühle. Am 8. September 2007 wurde sie im dritten Stockwerk des Gebäudes eröffnet. Zu sehen sind verschiedene Stationen aus Paluccas Schaffen in sieben großen und aufgeklappten Koffern, die Paluccas Tourneekoffern nachempfunden sind. Die von Palucca 1925 gegründete Hochschule für Tanz ist bis heute die einzige ihrer Art in Deutschland.

### Ortsgeschichte von Dresden-Plauen und Mühlentechnik
Präsentiert werden auch ortsgeschichtliche Exponate aus Plauen. Themen sind das Schaffen Gottlieb Traugott Bienerts und seiner Nachkommen, die Geschichte des Plauenschen Grunds sowie insbesondere die Geschichte der Hofmühle selbst. Das Herzstück des Museums ist hierbei die historische Mühlen- und Transmissionstechnik aus der Frühzeit des 20. Jahrhunderts. Dabei handelt es sich um Mischereianlagen, die noch an ihren originalen Plätzen stehen.

## Geschichte

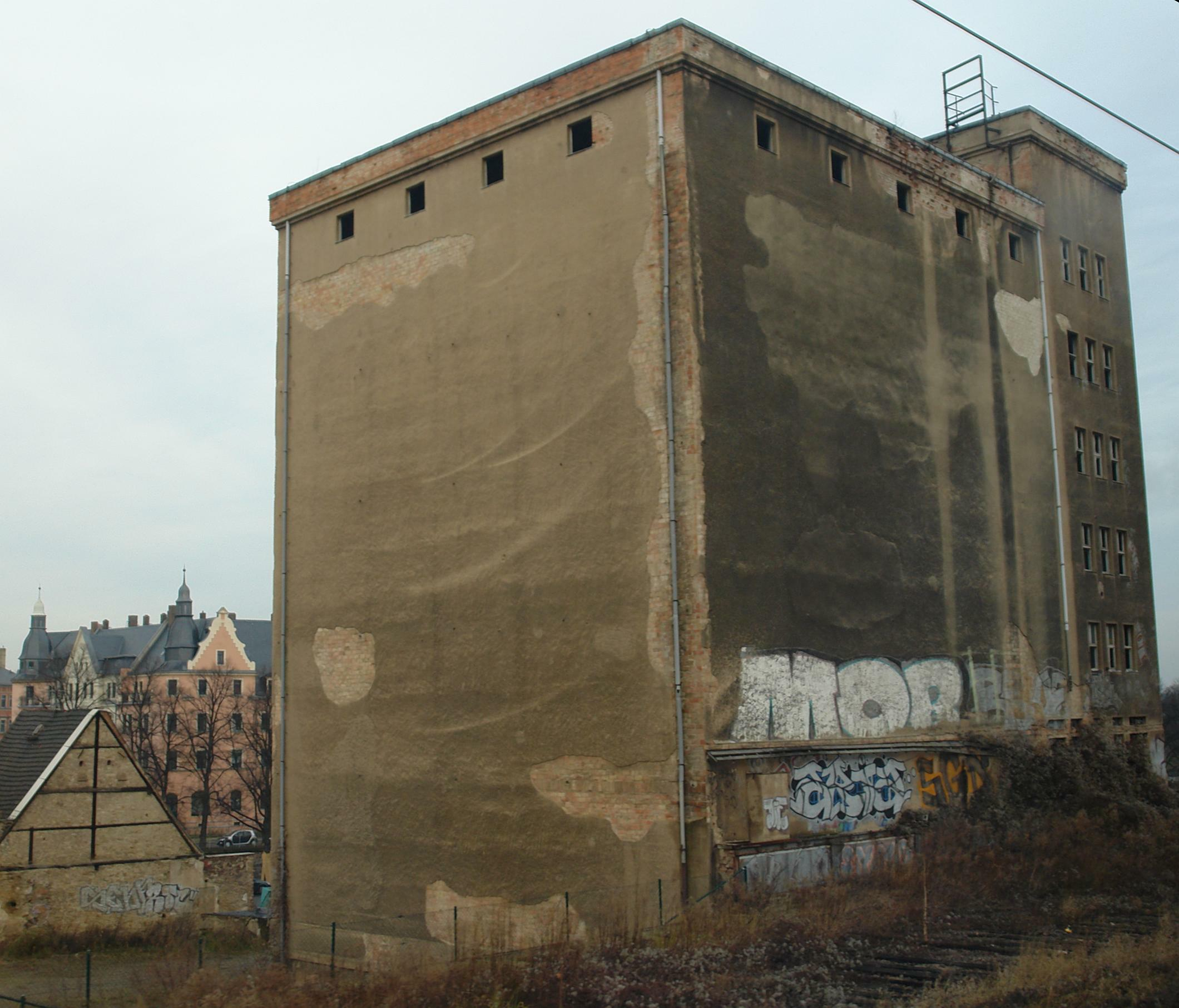
Speicher der Bienertmühle (Dezember 2009), 2010 abgerissen

Als Mahlmühle existierte sie bereits im 13. Jahrhundert und soll eine der ältesten Mühlen Sachsens sein. Ab 1295 gehörte sie der Dresdner Tuchmacher-Innung und wurde zur Walkmühle umgebaut. Im Jahre 1568 von Kurfürst August erworben, wurde sie durch einen größeren Neubau ersetzt und somit zur Dresdner Hofmühle, in der bis ins 19. Jahrhundert für Dresden und 66 Dörfer der Umgebung der Mahlzwang galt. Nach dessen Aufhebung wurde sie 1852 von Gottlieb Traugott Bienert gepachtet, erweitert, modernisiert und schließlich auch käuflich erworben. Um 1900 waren in dem Betrieb 269 Arbeiter und Angestellte beschäftigt, 1913 erfolgte die Eröffnung der neuen Dresdener Mühle. In der Zeit der DDR erfolgte die Verstaatlichung sowie die Einstellung des Mühlbetriebs, aus dem eine Backwarenfabrik hervorging. Im Jahre 1992 musste auch dieser zuletzt zu Fleming + Wendeln gehörige Betrieb schließen.
Am 24. Juni 2005 gründete sich die „Stiftung Hofmühle Dresden“, der Träger des heutigen Museums. Sie entwickelte die Ideen zur Erhaltung und Nutzung des 1878 erbauten und unter Denkmalschutz stehenden ehemaligen Verkaufs-, Wohn- und Betriebsgebäudes der Hofmühle. Unter weitgehender Erhaltung der originalen Bausubstanz erfolgte 2005 und 2006 eine (Teil-)Sanierung des Gebäudes. Im Juli 2006 eröffnete schließlich das Museum. Die Räume des früheren Werksverkaufsgeschäfts im Erdgeschoss werden seither unter dem Namen „Bienerts Laden“ für Veranstaltungen genutzt.
In der Hofmühle wird auch Musik aufgeführt. Sie ist Mitglied im KlangNetz Dresden.
Der ortsbildprägende Speicher der ehemaligen Mühle wurde im Januar 2010 durch seinen Eigentümer, den Deutschen Alpenverein, abgerissen, da nach dessen Aussagen keine Fördermittel für die Integration des Bauwerkes in ein neu geplantes Kletterzentrum bereitgestellt werden konnten.